# Curling ai XXIV Giochi olimpici invernali
Le gare di curling ai XXIV Giochi olimpici invernali di Pechino in Cina si sono svolte dal 2 al 20 febbraio 2022 presso il Centro acquatico nazionale di Pechino, ristrutturato per l'occasione.

## Calendario
| RR | Round robin | SF | Semifinali | B | Finale per il bronzo | F | Finale per l'oro |

| Febbraio 2022    | 2  | 3  | 4  | 5  | 6  | 7  | 7  | 8 | 8 | 9  | 10 | 11 | 12 | 13 | 14 | 15 | 16 | 17 | 17 | 18 | 19 | 20 |
| ---------------- | -- | -- | -- | -- | -- | -- | -- | - | - | -- | -- | -- | -- | -- | -- | -- | -- | -- | -- | -- | -- | -- |
| Torneo maschile  |    |    |    |    |    |    |    |   |   | RR | RR | RR | RR | RR | RR | RR | RR | RR | SF | B  | F  |    |
| Torneo femminile |    |    |    |    |    |    |    |   |   |    | RR | RR | RR | RR | RR | RR | RR | RR | RR | SF | B  | F  |
| Doppio misto     | RR | RR | RR | RR | RR | RR | SF | B | F |    |    |    |    |    |    |    |    |    |    |    |    |    |

## Sede di gara

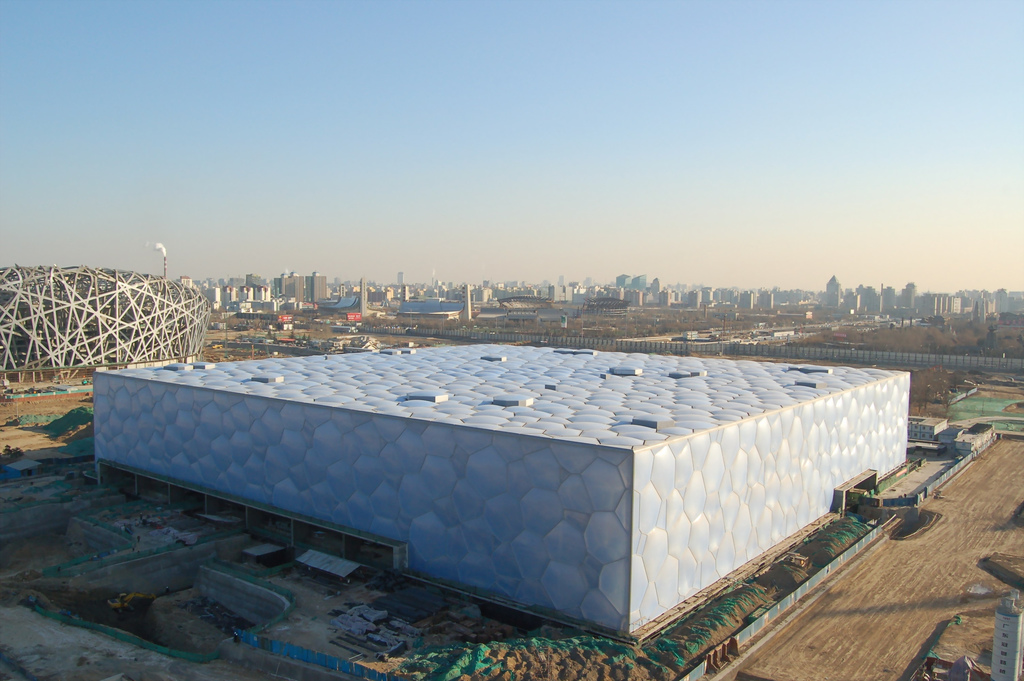
Il Centro acquatico nazionale di Pechino.

Le competizioni di curling si sono svolte presso il Centro acquatico nazionale di Pechino, sede originariamente costruita per ospitare le competizioni acquatiche delle Olimpiadi estive di Pechino 2008 e ristrutturata nel 2019 per ospitare queste gare dei giochi invernali 2022. La struttura, originariamente conosciuta come The Water Cube (il cubo d'acqua), è stata chiamata durante l'edizione invernale dei giochi The Ice Cube (il cubo di ghiaccio) e ha potuto ospitare fino a 4 000 spettatori.

## Podi
| Evento                      | Oro                                                                                  | Argento                                                                              | Bronzo                                                                              |
| Torneo maschile (dettagli)  | Svezia Niklas Edin Oskar Eriksson Rasmus Wranå Christoffer Sundgren Daniel Magnusson | Gran Bretagna Bruce Mouat Grant Hardie Bobby Lammie Hammy McMillan Jr. Ross Whyte    | Canada Brad Gushue Mark Nichols Brett Gallant Geoff Walker Marc Kennedy             |
| Torneo femminile (dettagli) | Gran Bretagna Eve Muirhead Vicky Wright Jenn Dodds Hailey Duff Mili Smith            | Giappone Satsuki Fujisawa Chinami Yoshida Yūmi Suzuki Yurika Yoshida Kotomi Ishizaki | Svezia Anna Hasselborg Sara McManus Agnes Knochenhauer Sofia Mabergs Johanna Heldin |
| Doppio misto (dettagli)     | Italia Stefania Constantini Amos Mosaner                                             | Norvegia Kristin Skaslien Magnus Nedregotten                                         | Svezia Almida de Val Oskar Eriksson                                                 |

## Medagliere
| Pos.   | Paese         | Oro | Argento | Bronzo | Totale |
| ------ | ------------- | --- | ------- | ------ | ------ |
| 1      | Gran Bretagna | 1   | 1       | 0      | 2      |
| 2      | Svezia        | 1   | 0       | 2      | 3      |
| 3      | Italia        | 1   | 0       | 0      | 1      |
| 4      | Giappone      | 0   | 1       | 0      | 1      |
| 4      | Norvegia      | 0   | 1       | 0      | 1      |
| 6      | Canada        | 0   | 0       | 1      | 1      |
| Totale | Totale        | 3   | 3       | 3      | 9      |